# Dowhaliwka (obwód chmielnicki)
Dowhaliwka (ukr. Довгалівка) – wieś na Ukrainie, w obwodzie chmielnickim, w rejonie szepetowskim, w hromadzie Jampol. W 2001 liczyła 374 mieszkańców, spośród których 373 wskazało jako ojczysty język ukraiński, a 1 rosyjski.